# Ctimene truncata
Ctimene truncata är en fjärilsart som beskrevs av Walker 1864. Ctimene truncata ingår i släktet Ctimene och familjen mätare. Inga underarter finns listade i Catalogue of Life.